# Controne
Controne község (comune) Olaszország Campania régiójában, Salerno megyében.

## Fekvése
A Alburni-hegység lábainál fekszik, a megye központi részén fekszik. Határai: Altavilla Silentina, Castelcivita és Postiglione.

## Története
A települést az ókorban alapították paestumi menekültek, miután városukat a szübarisziak elfoglalták. Első írásos említése 1264-ből származik. A 19. század elején, mikor a Nápolyi Királyságban felszámolták a feudalizmust, önálló községgé vált.

## Népessége
A népesség számának alakulása:

## Főbb látnivalói
- San Nicola di Bari-templom
- egy ókori vízvezeték romjai